# Muralla urbana de Palma del Río
La Muralla urbana es una estructura defensiva de la localidad española de Palma del Río, en la provincia de Córdoba, comunidad autónoma de Andalucía. Se trata de un lienzo de muralla que formaba un conjunto fortificado que se construyó a finales del siglo XII bajo dominio almohade, configurándose como uno de los más completos ejemplos de arquitectura militar de estas características en Andalucía. 

## Descripción
Se localiza en el sector noroccidental de la urbe, cerca de la unión de los dos grandes ríos de Andalucía (Guadalquivir y Genil), controlando así esta importante zona estratégica. En concreto, el conjunto consta de dos partes diferenciadas. Por un lado el castillo o alcázar, del que se conservan tan solo restos de muros, el lienzo sur y la base de los cinco torreones que lo configuraban; y por otro lado, la propia muralla defensiva del emplazamiento. La fortificación de Palma del Río tiene un perímetro de 780 metros y consta de diez torreones de planta cuadrada, además de otro octogonal, y tres grandes pilares (a menudo confundidos con torres) erigidos siguiendo la técnica constructiva en tapial.
La muralla contaba con dos puertas en origen. La principal de ellas es la Puerta del Sol, situada en el sector oriental de la misma, y hoy muy transformada a raíz de diferentes intervenciones, como la apertura de un gran arco a la plaza en el siglo XV destruyendo el lienzo original, y que culminarían en el siglo XVI con la construcción de un balcón de estilo plateresco sobre la misma, que forma parte de las dependencias del Palacio de Portocarrero. 
La otra puerta, llamada popularmente Arquito Quemado, está situada en el lienzo norte de la muralla, y se abría al exterior en recodo al igual que la Puerta del Sol, una característica propia de las fortificaciones almohades. La torre octogonal que la albergaba también fue sometida a diferentes intervenciones hasta adquirir en el siglo XVIII su configuración actual como capilla dedicada a la Virgen de las Angustias. En el siglo XVI se abre una tercera puerta al final de la calle Santa Clara, la denominada «Puerta de Marchena», para facilitar las comunicaciones internas de la villa. Dentro del recinto amurallado encontramos otros elementos patrimoniales como el Palacio de Portocarrero, el Convento de Santa Clara, la Iglesia de Nuestra Señora de la Asunción o la Tercia, sede del Museo Municipal.